# Chaoyangsaurus youngi
Il chaoyangsauro (Chaoyangsaurus youngi) è un dinosauro erbivoro appartenente ai ceratopsi, o dinosauri cornuti. Visse nel Giurassico superiore (Titoniano, circa 145 milioni di anni fa). I suoi resti fossili sono stati ritrovati in Cina, nell'area di Chaoyang (provincia di Liaoning). È considerato uno dei più antichi rappresentanti di dinosauri cornuti.

## Descrizione
Conosciuto per un esemplare che consta di cranio, mandibola, vertebre cervicali, scapola e omero, questo animale è considerato una forma ancestrale ai dinosauri cornuti. Il cranio era ancora sprovvisto di corna, e possedeva orbite grandi e un muso corto terminante in un becco ricurvo. La lunghezza non superava il metro e mezzo, e doveva essere uno dei dinosauri più piccoli del suo ambiente. È probabile che fosse un animale bipede, che sfruttava l'agilità per difendersi dai predatori.

## Classificazione
Il chaoyangsauro, prima della sua descrizione formale, è stato a lungo considerato un rappresentante eccezionalmente primitivo del gruppo dei marginocefali, forse ancestrale sia ai pachicefalosauri (dinosauri con la testa a cupola) sia ai ceratopsi. Analisi più recenti (1999) hanno stabilito che questo animale era già un membro del gruppo dei ceratosi, anche se estremamente primitivo. Un animale ad esso simile è Xuanhuaceratops, anch'esso proveniente dal Giurassico superiore cinese.

## Problemi di descrizione
I resti di Chaoyangsaurus furono scoperti all'inizio degli anni '80 in Cina, e per lungo tempo non ottennero nessuna descrizione formale. Al contrario, i fossili vennero denominati “Chaoyoungosaurus” in una pubblicazione di un museo giapponese, e Zhao (1983) usò lo stesso termine in una dissertazione informale di questa specie, e “Chaoyoungosaurus” rimase un nomen nudum. Fu solo nel 1999 che Cheng, Zhao e Xu pubblicarono una descrizione ufficiale dei resti, attribuendogli il nome di Chaoyangsaurus youngi.